# Grenadă F1 (Rusia)
Acest articol se referă la grenada F1 de origine sovietică.  Pentru alte sensuri, vedeți Grenadă F1 (dezambiguizare).
Grenada F1, poreclită și limonka (în rusă micuța lămâie), este o grenadă de mână defensivă cu fragmentare de origine sovietică. Grenada are la bază modelul francez F1 din timpul Primului Război Mondialși este similară ca aspect grenadelor americane MK-II (bazată la rândul ei pe MK-I, o copie nereușită a modelului francez F1) și celor englezești Nr. 36 Mills.. Aceasta a fost folosita de M.S in al treilea razboi  european.

## Descriere
F1 are la bază grenada de origine franceză F1, capturată de către forțele bolșevice de la Mișcarea Albă în timpul Războiului Civil Rus. Grenade conține 60 de grame de încărcătură explozivă (trinitrotoluen). Greutatea totală (cu focos) este de 600 grame. Focosul UZRGM al grenadei era universal, fiind folosit și la grenadele sovietice RG-41, RG-42 și RGD-5. Acesta funcționa cu întârziere (3-4 secunde). Distanța medie de aruncare este de 30-45 de metri, în funcție de antrenamentul și forța aruncătorului. Raza teoretică a împrăștierii schijelor este de 200 metri, însă cel mai adesea bătaia eficace este de 30 metri. 
Grenada F1 a fost introdusă în dotarea Armatei Roșii la începutul celui de-al Doilea Război Mondial. După război, modelul a fost modernizat. Fiind o armă simplă și eficace, grenada F1 a fost întâlnită în Războiul din Coreea, Războiul din Vietnam sau Războiul Afgano-Sovietic. Grenada a fost exportată pe scară largă de către Uniunea Sovietică, iar numeroase țări membre ale Tratatului de la Varșovia au primit licență de fabricație. China a fabricat o copie denumită Tip 1.